# 資中甘露寺
資中甘露寺位於四川省資中縣甘露鄉，文物遺址年代判定為明。1991年4月16日公佈為四川省第三批文物保護單位。